# Luis de la Fuente (cardiólogo)
Luis Mansueto de la Fuente (La Rioja, 29 de julio de 1932),  conocido como Luis M. de la Fuente, es un médico y cardiólogo clínico argentino, cuya subespecialidad es la cardiología intervencionista a nivel internacional en la asistencia, la investigación clínica y la docencia. Sigue en actividad y a sus 93 años continúa realizando intervenciones cardiovasculares mínimamente invasivas por cateterismo, incluso aún durante la pandemia de COVID-19.
Es además escritor de un libro de Historia de la Cardiología Intervencionista junto a David Vetcher, y de otros libros de su especialidad médica como Terapéutica por Cateterismo (editorial Intermedica, 1985) y Función Ventricular (1981) y coautor de un libro Técnicas en Cirugía Cardíaca con Liotta y Favaloro (1980). Con el cardiocirujano René Favaloro fue socio médico de 1971 a 1992 en el Sanatorio Güemes desde donde lanzaron la Fundacion Favaloro a instancias de este prominente cardiólogo intervencionista. Ver nota de Infobae de Emilse Pizarro del año 2018.
Inventó cuatro (4) maniobras de cateterismo coronario. Ver carta de lectores del periodista de Salud Héctor de la Fuente en LA NACIÓN edición enero 2025.
El 12 de diciembre presentó con David Vetcher, un discípulo, en las instalaciones del ex ministerio de Ciencia y Técnica, su libro de divulgación científica sobre Cardiología Intervencionista con la Historia, Presente y el Futuro de esta especialidad, a 300 páginas de la editorial Lugar (se puede bajar una parte por Internet del libro, unas 28 páginas desde la editorial) donde recibió un Homenaje especial a la trayectoria por parte del Colegio Argentino de Cardioangiologos Intervencionista por haber creado la escuela argentina en la sede argentina de Ciencia y Técnica con la presencia del ministro de Salud de la Nación, Mario Lugones.
El 3 de diciembre fue incorporado al Museo Favaloro en La Pampa, como miembro donde tiene un espacio propio en dicho museo ubicado en Jacinto Arauz.  
Es consultor Honorario desde 1992 de la Fundación Favaloro.    
De la Fuente es doctor Honoris Causa cinco veces; siendo la última distinción por la Universidad Nacional de Catamarca (2022); y es miembro Honorario Nacional de la Asociación Médica Argentina (2021, ver sitio web de la AMA); y es Miembro Fundador y Miembro Honorario del Colegio Argentino de Cardioangiologos Intervencionistas (CACI); y es Miembro Honorario  de la Sociedad Latinoamericana de Cardiología Intervencionista (SOLACI 1995); así como del Consejo de Hemodinamia y Cardiología Intervencionista de la Sociedad Argentina de Cardiología y de la Fundacion Cardiologica Argentina (FUCA).  
También es miembro Honorario de la Fundacion Cardiologica Argentina (FUCA). Ver edición de Clarin del 13 de diciembre 2024. 
Es récord mundial porque es el único pionero mundial del cateterismo con vida (y activo) junto a Simon Sterzer (ya retirado) de Stanford; pues Sones y Judkins y Dotter fallecieron en 1985 como Gruentzig; y porque tiene acreditada una angioplastia coronaria con stent al periodista deportivo Fernando Niembro en el año 2022 a sus 90 años; pero en actividad y con vida es el único de ellos desde 1962.
Fue amigo de Andreas Gruentzig, (de niño vivió en Argentina como refugiado de guerra alemán junto a su madre y hermanos) el primer radiológo vascular en efectuar una angioplastia coronaria en 1977, a quien ayudó a establecerse en EE.UU. También es amigo y compañero de Simon Stertzer, el catedrático de cardiología intervencionista de Stanford, quien el 1ero de marzo de 1978 realizó la primer angioplastia coronaria en EE.UU. , y también de Richard Myler, fallecido, otro pionero estadounidense en angioplastiacoronaria, con quienes hizo trabajos científicos pioneros.
La Universidad Nacional de Catamarca (UNCA) lo distinguió al doctor De la Fuente con un doctorado honoris causa, en 2023.
El museo Favaloro de Jacinto Arauz lo distinguirá con su incorporación el 3 de diciembre de 2024.
En la ciudad de La Rioja, el doctor De la Fuente recibió el 6 de diciembre de 2022 la distinción post mortem de Ciudadana Destacada de La Rioja para su esposa Inés Fitte, fallecida ese mismo año.
La Municipalidad de La Plata lo decretó como Huésped de Honor con motivo de los homenajes a Favaloro en julio de 2023 y disertó sobre el cardiocirujano el 7 de agosto de ese año en La Plata en el Colegio Nacional de dicha ciudad.
De la Fuente, junto al ya fallecido rector Héctor Barceló y Adrián Barceló, creó la inédita cátedra de cardiología intervencionista a nivel del grado en Medicina, a inagurarse en la carrera de Medicina de la Universidad Barceló.
Junto al periodista de medicina Héctor de la Fuente, participó del documental sobre la vida de Favaloro, su socio médico, a 100 años del nacimiento del cirujano fallecido, una producción del productor audiovisual Leandro Landin y del cineasta Santiago García Sánchez.
De la Fuente, junto a David Vetcher, preparó un libro próximo a salir sobre divulgación por los 50 años de la Hemodinamia y la Cardiologia Intervencionista con aportes, capítulos y prólogos de otros pioneros y colegas tales como Simon Stertzer, Juan Carlos Parodi y Julio Palmaz, entre otros, que será presentado el 12 de diciembre del 2024.
El Colegio provincial número 1 de La Rioja Joaquín V. González, ex Colegio Nacional de La Rioja,  homenajeó a su esposa Inés Fitte con la imposición de su nombre al camping deportivo y de recreación ubicado en la localidad de Villa Sanagasta, ubicado a 30 km de la ciudad de La Rioja, que ella misma donara.
Una plaqueta con el nombre de cardiólogo Luis M. De la Fuente (nieto del pionero a gran escala, en Argentina, del cultivo de Olivo Luis Mansueto de la Fuente) fue colocada en 2010 en el árbol Olivo cuatricentenario, monumento histórico nacional en Aimogasta,  la capital nacional del Olivo, árbol cuidado por Expectativa de la Fuente de Ávila y su familia.

## Biografía
El 22 de noviembre de 2019, el doctor De la Fuente recibió en la Universidad Católica Argentina el premio Maestro de los Andes "Dr Carlos Reussi", de la Universidad chilena de Valparaiso y de la Asociación Médica Argentina (AMA), donde es Profesor de la Escuela de Graduados. Es asimismo miembro cofundador de la Asociación Médica Latinoamericana designado por la Asociación Médica Argentina (por sus siglas A.M.A). Ver edición de diario Clarin, noviembre 2019, fecha 29.
De la Fuente es Miembro del Comité de Honor editor de la Revista de la Federación Argentina de Cardiología.
En 1987, junto al estadounidense Simon Stertzer, catedrático de Stanford y el pionero en EE.UU. de la angioplastia coronaria (marzo de 1978), mediante angioplastia coloca los tres primeros estents coronarios en Argentina, en el Sanatorio Güemes.
De la Fuente, además, en 1999 coloca -desde Buenos Aires- mediante una inédita angioplastia el primer estent mundial con fármaco a un paciente. Dicho estent nunca se comercializó (iba con el sistema de estent liberador de medicamento y fue un prototipo de endoprótesis experimental para quien desarrolló la técnica en Argentina).
El cardiólogo se recibió primero de médico, fue un 2 de octubre, en la ciudad de Buenos Aires, en la Facultad de Medicina de la U.B.A., y su primer paciente famosa fue la animadora de televisión Pinky, a quién atendió de un golpe en la rodilla en la guardia del Hospital Fernández.
Luego atendió del corazón al periodista de televisión Alberto de Mendoza quien años después se quitó la vida debido un problema personal.
También es uno de los pioneros mundiales de la cardiología biointervencionista con estent con medicamento y con células madre, disciplina a la que dio el argentino su nombre junto al célebre cardiólogo Simon Stertzer de la Universidad de Stanford, California. (de Estados Unidos).
En el año 2003, anuncia a la prensa De la Fuente -junto al cardioanatomista argentino Adrián Barceló y el periodista de medicina Héctor De la Fuente Fitte, actual vocal de la Sociedad Argentina de Periodismo Médico (SAPEM), y por aquel entonces vocero científico del Laboratorio de Cardioanatomía de la Fundación Barceló y de la Universidad Barceló: el descubrimiento (año 2002) de la real estructura anatómica del seno coronario; antes pensado como una vena de retorno pero hoy considerada, como la 5ª cavidad cardíaca del corazón. El trabajo científico fue publicado en la revista de expertos, y revisada por pares, Journal of Anatomic Morphology en el 2003 y catalogado por la CNN y otros medios como "el descubrimiento científico del año 2003".
Es el cofundador junto a Adrián Barceló del Comité de Células Madre y Medicina Regenerativa de la Asociación Médica Argentina (AMA).

## Honores
En su provincia natal, LA RIOJA
- Comprovinciano Ilustre (1991)
- Visitante Destacado (1996),
- Homenaje de la Sociedad de Cardiología de La Rioja (1996);
- Homenaje como Miembro Honorario del Colegio Médico Gremial (1996);
- Homenaje y Plaqueta de la Legislatura (1996);
- Ciudadano Ilustre (2003) de La Rioja Capital y de la ciudad de Aimogasta de la provincia de La Rioja.
- Doctor Honoris Causa de la UNLAR (2003) y Profesor Honorario de la UNLAR (2008), y recibió de manos del por entonces vicegobernador Luis Herrera en la Legislatura, la Bandera de Ceremonias de La Rioja, en el año 2003.
- El Colegio Médico Gremial de La Rioja bautizó a la Biblioteca de esa entidad gremial con el nombre de su madre (en 1996) Marina Carrizo del Moral.
- El Centro Médico del barrio Rucci (2006), más precisamente la Base de Emergencias de dicho barrio lleva su nombre así como el Área de Cardiología Intervencionista y la Sala de Cateterismos y Angioplastias del hospital Vera Barros con acuerdo de ley de la Cámara de Diputados de La Rioja (2005).[10]

En el 2013, fue homenajeado por el Museo del Colegio Nacional número 1 Joaquín V. González con un busto recordatorio en la villa de Sanagasta, a 30 km de La Rioja Capital.

## Algunas publicaciones

### Libros
Un libro inconcluso sobre Emergencias Médicas junto a Abe Ravin y Lane Cradocck de Denver, Colorado, EE.UU., en 1966. 
- 1981: "Función Ventricular" con Ricardo Pichel y Ricardo Patriti. Ed. Intermédica.

- 1980: "Técnicas en Cirugía Cardíaca" con Domingo Liotta, y como coautores: René Favaloro y Carlos Bertolasi y Luis de la Fuente. Edición de Liotta.

- Libro inconcluso con Favaloro por la misma editorial sobre "Indicaciones de la Coronariografía" de 1980.

- Con Gensini, el cardiólogo norteamericano que documentó el espasmo coronario mediante cateterismo coronario.

- 1985: Angioplastía Coronaria con Alfredo Rodríguez.

- 2005: un capítulo autobiográfico en el libro de Editorial Perfil editado por Mauricio Barón y el periodista Hugo Gambini, denominado Los últimos 50 años de la medicina argentina y sus protagonistas, edición reservada y limitada.

### Formación
Estudió tres años de la carrera de Medicina en la Universidad Nacional de Tucumán, donde obtuvo notables calificaciones.
Luego la UNT lo premio con un Doctorado Honoris Causa en el año 2006
Continuó su carrera en la Universidad de Buenos Aires, donde estudió y practicó, entre otras, en la cátedra del médico tucumano Tiburcio Padilla en Semiología, de cuya familia De la Fuente fue amigo.
En octubre de 1958 ―a los 26 años― terminó la carrera de Medicina con excelentes calificaciones y se recibió de médico en la Facultad de Medicina de la Universidad de Buenos Aires (UBA).
A fin de ese mismo año 1959, De la Fuente viajó a Estados Unidos, donde continuó su formación. Al año siguiente (1960) realizó un examen que le permitió revalidar su título de médico.
Fue el único de 58 médicos extranjeros que logró aprobar ese examen.
En Estados Unidos realizó dos fellowships en Medicina: uno como «Research heart fellow» de la Colorado Heart Association (de 1962 a 1964) y el otro como «heart fellow» de la Colorado Heart Association (de 1963 a 1964).
A lo largo de esa dura década de estudio, investigación y trabajo en diferentes hospitales estadounidenses ―que incluyeron un «internado rotatorio» y sus dos residencias médicas―, se graduó en dos especialidades ―clínica médica y cardiología clínica― y en una subespecialidad naciente: la cardiología invasiva (siendo discípulo del cardiólogo estadounidense Abe Ravin y del radiólogo Charles Dotter, el padre de la radiología vascular mundial).
En 1966 ―mientras vivía en Estados Unidos―, De la Fuente debutó en los medios nacionales argentinos al ser entrevistado por el diario La Razón (de Buenos Aires), generando una gran repercusión al informar que el movimiento cardíaco y sus arterias se podían filmar.
En 1968 apareció en la portada del diario La Prensa, en una foto con motivo de la llegada al país de su amigo, el Dr. Christian Barnard (1922-2001, cirujano sudafricano, pionero mundial en trasplantes cardíacos), a quien ―a pedido de la Sociedad Argentina de Cardiología― De la Fuente le ofició de traductor.
En los años 2003 y 2005 la revista Gente, designó al doctor De la Fuente como «personaje del año».

## Innovaciones
Introdujo y desarrolló en el país el cateterismo coronario en el Sanatorio Güemes desde 1966, que es un método diagnóstico de radiología cardiovascular y el método patrón (gold standard: ‘estándar de oro’) para ver el árbol arterial coronario, que permite ver a las arterias coronarias en movimiento y sus obstrucciones, indispensable antes de la terapéutica invasiva: ya sea la angioplastia o el baipás.
También realizó aportes inéditos a la medicina de nivel internacional en temas tales como
- en 1965 creó junto a su maestro ―el médico estadounidense Abe Ravin―, una máquina que simula los ruidos y soplos cardíacos.
- describió la circulación coronaria colateral.
- en 1970 implementó el cateterismo coronario diagnóstico a nivel mundial en el infarto agudo de miocardio.

Introduce a nivel mundial el concepto de angiografía corporal total, donde los pacientes cardíacos ern estudiados de todas sus arterias, no solo de las arterias cardíacas o coronarias.
- realizó la clasificación angiográfica de la angina posinfarto.

En 1976, en el Sanatorio Güemes y con el hemodinamista Hugo Londero diseñan un catéter para la arteria carótida del cuello pero no lo patentan. Este catéter permite estudiar en un mismo procedimiento invasivo las arterias del cuello, las arterias renales y el corazón. Ver entrevista del SOLACI al doctor Londero. Publican dicho trabajo científico inédito internacional como Transbrachial selective arteriography of the neck vessels. Our experiencie in 258 cases, en el Journal Catheterization and Cardiovascular Diagnosis 3 (4): 425-34
- codescubrió la angioplastia con los estents coronarios con y sin medicamentos. En 1999, en Argentina, realizó con su equipo de cardiólogos intervencionistas una angioplastia con un estent liberador de medicamento (la primera a nivel mundial).
- en 2002 codescubrió el seno coronario como la quinta cavidad cardíaca junto al doctor Adrián Barceló.
- en 2004 codescubrió el uso de células madre con la vía de abordaje mínimamente invasiva transendocárdica.
- en 2005 codescubrió la utilización de neoarterias (conductos vasculares generados en el laboratorio a partir de células propias de la piel).

En su Instituto de Cardiología Intervencionista ―que fundó y dirige desde 1966 y que funciona en diversas clínicas porteñas como la Clínica Suizo Argentina y el Instituto del Diagnóstico (antes en el Sanatorio Güemes)― ha efectuado junto a su equipo médico más de 150 mil procedimientos invasivos e intervencionistas, tanto en adultos como en niños y en todo tipo de arterias y órganos: arterias coronarias, arterias renales, arterias cerebrales, arteria aorta, y arterias de los miembros inferiores y superiores y más de 500 mil consultas médicas clínicas.
Un torneo infantil de fútbol lleva su nombre en la ciudad de Aimogasta, Arauco, La Rioja, Argentina, y la biblioteca del Colegio Médico Gremial de La Rioja lleva el nombre de su madre.

## Docencia
En Argentina, desde 1966, hasta la fecha el Dr. De la Fuente ha formado y supervisado la educación de médicos y alumnos, en el grado como en el postgrado, tanto en Cardiología Clínica como en Cardiología Intervencionista. Una de ellas es la cardióloga Liliana Grinfeld, expresidenta de la Sociedad Argentina de Cardiología quien definió al doctor De la Fuente en una entrevista publicada en el diario El Ancasti del 23 de noviembre de 2013 como ´´primer hemodinamista de Argentina y un ejemplo´´ y el hemodinamista David Vetcher, entre otros, así como Hugo Londero de Córdoba y Julio Argentieri que es miembro actual de su equipo de cardiología intervencionista.

### Actividades de docencia
- 1964/1965: director asociado del Departamento Cardiopulmonar del General Rose Memorial Hospital, en Denver (Colorado).
- 1965: profesor asistente de Cardiología, en la Colorado State University (Estados Unidos).
- 1990-: director asociado de la carrera de médico especialista en Hemodinamia y Angiología General, en la Facultad de Medicina, de la Universidad de Buenos Aires.
- profesor titular extraordinario de la Cátedra de Cardiología Intervencionista de Posgrado de la Universidad del Salvador (Buenos Aires).
- 1996-: profesor titular de Cardiología Intervencionista de la cátedra de grado de la Universidad Barceló. (Fue la primera cátedra creada en Argentina en el nivel de grado de la especialidad).
- miembro del Comité de Docencia en el Sanatorio Güemes.
- 1996-: profesor visitante en el programa de Angioplastia Coronaria Experimental de la Facultad de Medicina de la Universidad de Stanford, en Palo Alto (California).

Es profesor de la Escuela de Graduados de la Asociación Médica Argentina.
Es cofundador de la Casa del Corazón de Israel (en Tel Aviv), designado a través de Estados Unidos.
Fue miembro de la selecta «Task Force on Coronary Angioplasty» (en 1985), de la Federación Internacional de Cardiología y la Organización Mundial de la Salud y es miembro del comité editorial de la revista Journal of Invasive Cardiology (de Estados Unidos), que lo premió con la distinción al liderazgo editorial desde Argentina.

## Cargos
Desde 1964 hasta la actualidad, Luis de la Fuente ha ejercido los siguientes cargos:
- 1964-1965: director asistente del Departamento Cardiopulmonar, en el General Rose Memorial Hospital, en Denver (Estados Unidos).
- 1966-1981: fundador y director del Departamento Cardiopulmonar del Sanatorio Güemes, en Buenos Aires (Argentina).
- 1966-1993: fundador y director del Instituto de Cardiología Intervencionista, del Sanatorio Güemes, en Buenos Aires (Argentina).
- 1966-2015: fundador y director del Instituto de Cardiología Intervencionista.
- 1975: cofundador de la Fundación Favaloro a la que bautizó con ese apellido, junto con el médico cardiocirujano René Favaloro (1923-2000). De la Fuente fue el cardiólogo clínico en jefe y el cardiólogo invasivo en jefe de la fundación, mientras la sede se encontraba en el Sanatorio Güemes (entre 1975 y 1992).
- 1966- 1993: cardiólogo en jefe del Instituto de Cardiología Intervencionista del Sanatorio Güemes.
- 1981-1986: cardiólogo clínico en jefe del Sanatorio Güemes
- 1992-1993: director del Instituto de Diagnóstico y Tratamiento de Enfermedades Cardiovasculares, del Sanatorio Güemes.
- 1992-: fundador y director del Departamento de Cardiología Intervencionista, de la Clínica Suizo-Argentina
- 1994-: fundador y director del Departamento de Cardiología Intervencionista del IADT (Instituto Argentino de Diagnóstico y Tratamiento).
- 2003: fundador y director del Instituto Cardiovascular Argentino.

Ha realizado Luis De la Fuente con su equipo cateterismo coronarios pioneros en el Hospital Fernández, Durand e inaugurado servicios de Hemodinamia y Cardiología Intervencionista en centros como el Sanatorio Güemes, la clínica Suizo Argentina, el IADT (Instituto del Diagnóstico) el Sanatorio de La Trinidad de Palermo y la Clínica Zabala, entre otros.
De la Fuente es asesor científico del Centro privado de Cardiología de la provincia de Tucumán.

### Membresías
- Entre 1959 y 1960 hizo su internado)en el Saint Vincent Hospital, en Portland (estado de Oregón).
- Consejo editorial de la revista estadounidense Journal of Invasive Cardiology, en Ann Arbor (estado de Míchigan).
- Consejo editorial de la revista española Actualizaciones Terapéuticas en Cardiología ―publicada por Ediciones Aran, de Madrid (España)―.
- Revista de la Federación Argentina de Cardiología (FAC).
- Revista de la Sociedad Latinoamericana de Cardiología Intervencionista (SOLACI).
- honorario de la revista de Insuficiencia Cardíaca e Hipertensión Pulmonar,
- Desde 1964 American College of Cardiology (‘Colegio Estadounidense de Cardiología’).
- The Society for Cardiac Angriography and Interventions (FCAI).
- Consejo de Cardiología Clínica de la AHA (American Heart Association: Asociación Estadounidense del Corazón).
- International Andreas Gruentzig Cardiovascular Society.
- «Task Force on Coronary Angioplasty» de la International Society and Federation of Cardiology (Sociedad y Federación Internacional de Cardiología).
- honorario de la Fundación Cardiológica Argentina
- honorario de la Sociedad Latinoamericana de Cardiología Intervencionista (SOLACI).
- honorario del Colegio Argentino de Cardiología Intervencionista.
- Fue delegado por la Sociedad Argentina de Cardiología a la International Society and Federation of Cardiology (Sociedad y Federación Internacional de Cardiología).
- honorario de la Sociedad Uruguaya de Cardiología.
- honorario de la Sociedad Mexicana de Cardiología
- honorario de la Sociedad Colombiana de Cardiología
- honorario de la Sociedad Chilena de Cardiología y Cirugía Cardiovascular.
- Vocal de la Sociedad Argentina de Cardiología e hizo aportes monetarios para la compra de la primera casa donde funciona la actual sede de la Sociedad Argentina de Cardiología.

## Premios
- 1965: Certificado al Mérito de la Asociación Médica Estadounidense.[8]
- 1966: Premio a la Excelencia del Colegio Estadounidense de Cardiología.[8]
- 1974, 1975, 1976: Premios de la Academia Nacional de Medicina.
- 1976: Premio de la Fundación Castex.
- 1978: plaqueta y homenaje de la Cleveland Clinic (en Cleveland, Estados Unidos) por sus contribuciones internacionales al cateterismo coronario.[8]
- 1979, 1981, 1991: Premios de la Academia Nacional de Medicina.
- 1993: plaqueta del Ministerio de Salud y Acción Social por sus aportes médicos asistenciales.
- 1996: plaqueta de la Cámara de Diputados de La Rioja.
- 2004: El vicepresidente argentino Daniel Scioli le otorga una plaqueta en la Cámara de Diputados de la Nación.
- Heart Silver Prize (‘premio corazón de plata’) de la AHA (American Heart Association: Asociación Estadounidense del Corazón) por su descubrimiento de la neoarteria.[8]
- 2005: la Universidad de Stanford, en California (Estados Unidos), lo nominó al Premio Nobel de Medicina; este asunto se «filtró» por un llamado del Senado argentino avalando esa candidatura, y también de varios gobernadores peronistas del interior de Argentina.[8]
- 2005: el Gobierno de la provincia de La Rioja lo nombra «Embajador Científico de la Provincia» de manera ad honórem y vitalicia.

2012: El senador nacional y expresidente Carlos Menem y el Senado lo distingue por su trayectoria médica y científica.
- 2013: primer premio logrado en Argentina a un trabajo de células madre y regeneración en corazón de CEQUIDIFA en la Universidad de Buenos Aires se otorgó.
- 2013: certificado de liderazgo editorial «Gold Level Reviewer» (‘revisor de nivel dorado’) otorgado por la Journal of Invasive Cardiology (revista de cardiología invasiva).
- 2015: Personalidad Destacada de la Ciencia Argentina, otorgado por la Legislatura de la Ciudad Autónoma de Buenos Aires.[14]
- 2019: Premio "Dr. Carlos Reussi. Maestro de Los Andes", de la Asociación Médica Argentina (AMA) y Universidad Valparaíso (UV).[20]

El doctor De la Fuente es cuatro veces doctor honoris causa:
- Por la Universidad Nacional de La Rioja.[2]
- Por la de Tucumán.[cita requerida]
- Por el Colegio Argentino de Cardiología Intervencionista (Argentina).
- Por la Universidad FASTA de Mar del Plata (2016).